# Parachtes siculus
Parachtes siculus là một loài nhện trong họ Dysderidae.
Loài này thuộc chi Parachtes. Parachtes siculus được miêu tả năm 1949 bởi Caporiacco.